# Municipio de Norway (Kansas)
El municipio de Norway (en inglés: Norway Township) es un municipio ubicado en el condado de Republic en el estado estadounidense de Kansas. En el año 2010 tenía una población de 143 habitantes y una densidad poblacional de 1,54 personas por km².

## Geografía
El municipio de Norway se encuentra ubicado en las coordenadas 39°41′25″N 97°46′5″O / 39.69028, -97.76806. Según la Oficina del Censo de los Estados Unidos, el municipio tiene una superficie total de 93.15 km², de la cual 92,35 km² corresponden a tierra firme y (0,86 %) 0,8 km² es agua.

## Demografía
Según el censo de 2010, había 143 personas residiendo en el municipio de Norway. La densidad de población era de 1,54 hab./km². De los 143 habitantes, el municipio de Norway estaba compuesto por el 100 % blancos. Del total de la población el 0 % eran hispanos o latinos de cualquier raza.